# اصلان عباسوف
اصلان عباسوف (انگلیسی: Aslan Abbasov; ۱۱ مارس ۱۹۵۰ – ۱۱ ژوئن ۲۰۲۱) سیاستمدار اهل جمهوری آذربایجان بود. او در حزب آذربایجان نوین مجلس ملی جمهوری آذربایجان فعالیت سیاسی داشت.